# Marida Lombardo Pijola

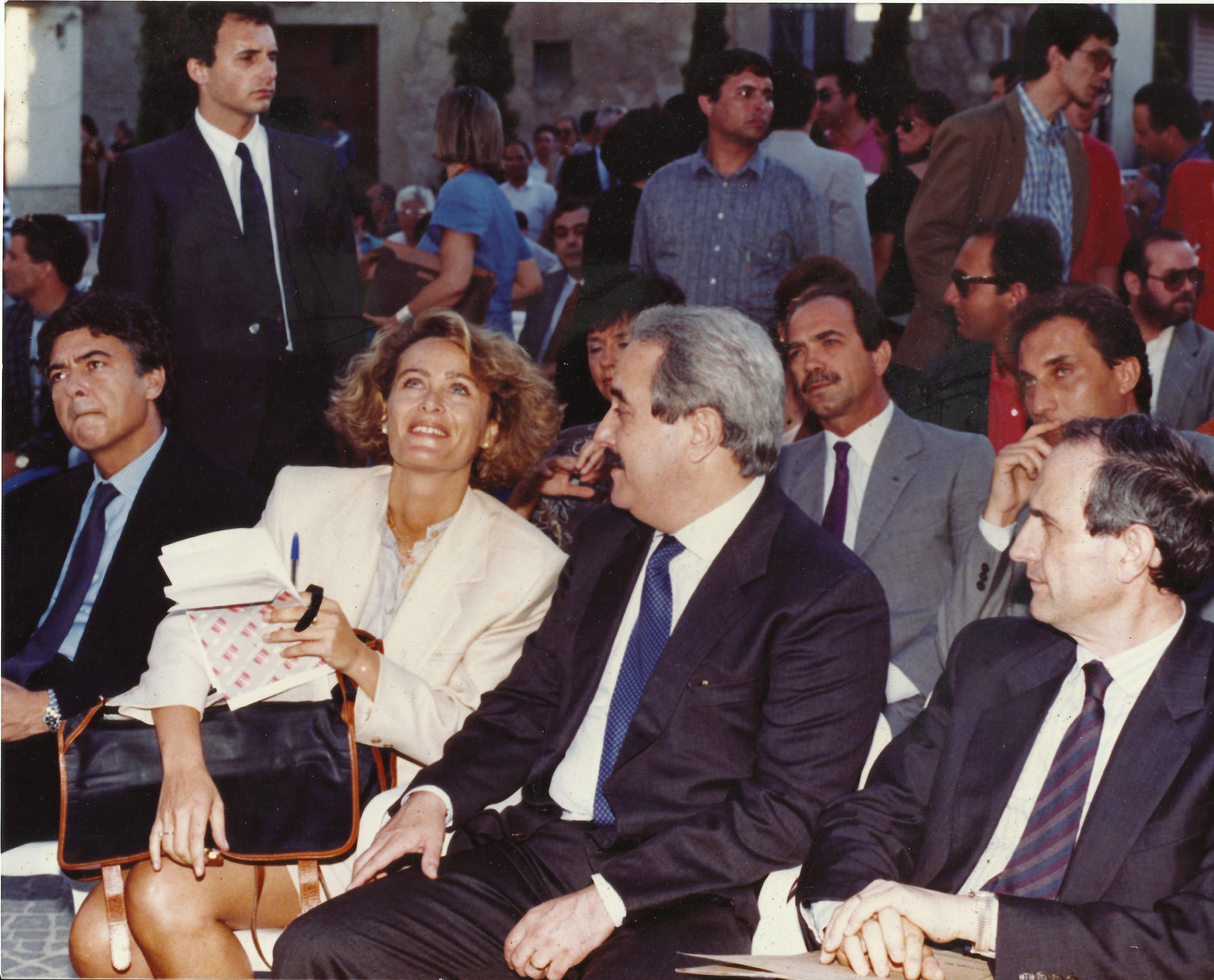
Claudio Martelli, Marida Lombardo Pijola, Giovanni Falcone e Salvo Andò a Racalmuto nel 1991 durante un incontro in memoria di Leonardo Sciascia

Marida Lombardo Pijola (Bari, 2 aprile 1956 – Roma, 26 settembre 2021) è stata una giornalista e scrittrice italiana.

## Biografia
Nasce a Bari, figlia di un penalista e di un'insegnante, inizia a lavorare negli anni settanta a Telebari, la prima televisione via etere italiana tra quelle che romperanno il monopolio Rai, alla cui fondazione partecipa.
Per l'emittente, tra l'altro, s'incarica di ideare e condurre un telequiz per ragazzi, “Punto interrogativo”, nel quale vengono coinvolte le scuole medie di tutta la Regione. 
Inizia la sua attività sulla carta stampata nel 1979 al Quotidiano di Puglia. Dopo sette anni alla redazione di Bari de La Gazzetta del Mezzogiorno, viene trasferita presso la redazione romana del quotidiano.
Viene assunta in seguito da Il Messaggero, presso il quale ha lavorato per circa 30 anni, 25 come inviato speciale, diventando una delle firme del quotidiano. Dal quotidiano è stata incaricata del racconto di moltissimi tra i principali eventi di politica, di lotta alla mafia e di cronaca che hanno segnato il passaggio tra un secolo e l'altro.
Si è in seguito specializzata nei temi riguardanti la famiglia, il femminicidio, la condizione femminile, la vita delle donne, dei bambini e degli adolescenti.
Nel 2010 è stata convocata dalla commissione Bicamerale per L'infanzia del Parlamento italiano perché riferisse le sue conoscenze riguardo alla condizione dei minori e al lavoro dei media su questo tema.
Sul sito del Messaggero ha tenuto un blog dal titolo "Società incivile".
Nel 2014 ha condotto il programma “Questioni di famiglia” su Rai3.
Per molti anni è stata opinionista di costume sui principali network nazionali. 
Ha tenuto un blog sull'Huffington Post.
Collaborò con il Corriere della Sera come editorialista per l'edizione romana.
È autrice del libro Ho dodici anni, faccio la cubista, mi chiamano Principessa (Bompiani, 2007), un caso editoriale (17 edizioni) che per primo ha rivelato una deriva di bullismo e promiscuità sessuale nel mondo dei preadolescenti. 
Ha scritto nel 2009, sempre per Bompiani, il romanzo L'età indecente, che approfondisce il tema della deriva generazionale e dell'incomunicabilità familiare attraverso il racconto alternato di una madre e di un figlio tredicenne.
Nel 2011 esce, sempre per Bompiani, Facciamolo a skuola, che documenta, attraverso la narrazione di una storia vera e materiali giornalistici, il fenomeno del sesso occasionale, talvolta mercificato, nel mondo dei ragazzini, anche all'interno delle scuole.
Nel 2020 esce per La nave di Teseo il romanzo “L'imperfezione delle madri”, candidato al premio Estense, che ricostruisce una saga familiare attraverso le voci e lo sguardo delle donne di tre differenti generazioni.
Ha fatto parte della commissione disciplinare dell'Ordine dei giornalisti del Lazio, per il quale tiene lezioni di preparazione dei praticanti agli esami di idoneità professionale. 
Fu sposata con il chirurgo Carlo Eugenio Vitelli, padre dei suoi figli Alessandro, Andrea e Luca.
Muore a 65 anni a Roma dopo una lunga malattia.

## Premi e riconoscimenti
- Targa di Telefono Azzurro “per il lavoro svolto’ nell'interesse dei minori“, 2008.
- Premio Giornalista di Puglia, 2009.
- Premio “Altra Italia-vite da premio”, 2009.
- Premio "Città di Monopoli" alla cultura, 2010.[2]
- Premio "Anima" per il giornalismo, 2011.[3]
- Premio "Martoglio" per la letteratura infantile, 2011.
- Premio "Caravella del Mediterraneo", 2012.[4]
- Finalista al premio internazionale Ignazio Silone per la cultura, 2013.
- Candidatura al premio Estense (“per l’eccellenza del giornalismo italiano dal 1965”), con il romanzo “L’imperfezione delle madri”, 2020.